# Гурийская республика
Гурийская республика или Гурийская крестьянская республика (груз. გურიის რესპუბლიკა, გურიის მხვნელ-მთესველთა რესპუბლიკა) — стихийное крестьянское самоуправление, возникшее как альтернатива государственным органам местной власти. Республика существовала в 1902—1906 годах и распространяла свою власть на Озургетский уезд (исторический и современный край Гурия) Грузии, входившей в то время в состав Российской империи. Начало Гурийской республики было положено в мае 1902 года сельским сходом в селе Нигоити, собравшемся по поводу отмены платы за выпас скота и уменьшения земельной ренты.
С самого первого дня в организации и управлении Гурийской республикой ключевую роль играли грузинские члены РСДРП из фракции меньшевиков. Для участия в крестьянском движении социал-демократам пришлось пересмотреть некоторые основные положения своей программы и отказаться от ряда догм марксистской теории касательно крестьянства. Во время революции 1905 года Гурийская республика фактически была единственной формой власти в Гурии, формально власть республики была провозглашена в ноябре 1905 года и прекратила своё существование в начале 1906 года, подавленная войсками генерала Алиханова-Аварского.
Гурийская республика стала первым в истории демократическим крестьянским правлением, опиравшимся на волю большинства и руководимым марксистами. Прагматичность и гибкость грузинских социал-демократов во время практического управления республикой создали РСДРП высокую репутацию во всей Грузии, превратив её из подпольной секты в массовую народную партию. Завоёванный авторитет позже позволил грузинским меньшевикам создать свою массовую партию, победить на выборах в Грузинской демократической республике и в 1918—1921 годах руководить независимой Грузией.

## Предыстория
Исторически Гурия представляла собой небольшое самостоятельное грузинское княжество, проводившее отдельную от Картли-Кахетии политику и присоединённое к России позже основной части Грузии: в 1810 году Гурия стала протекторатом Российской империи с правами самоуправления. Формально Гурия была присоединена к империи в 1829 году: протекторат был упразднён, княжество стало уездом. В 1840 году княжество было административно реорганизовано в Озургетский уезд, переданный в 1846 году в состав Кутаисской губернии. На 1904 год в уезде постоянно проживало чуть меньше 100 тысяч человек, основной группой населения были крестьяне, организованные в 25 сельских обществ.
До подписания Сан-Стефанского мира в 1878 году Гурия была пограничной территорией, так как Аджария и Батум находились в составе Османской империи. Такое положение обязывало местных жителей быть всегда начеку, в каждом гурийском доме было огнестрельное и холодное оружие, ношение оружия было нормой и гурийцы не торопились с ним расставаться. Даже спустя несколько лет после передачи Аджарии и Батума в состав России гурийцы считали, что зазевавшуюся девушку вполне могут украсть и продать «на ту сторону Чолоки» (то есть в Турцию). Как следствие, в Гурии очень терпимо относились и к местным лесным бандитам и к контрабандистам, как источникам вигилантской защиты и независимых доходов. Авторитет центральной российской власти в такой обстановке оказывалась невысок, что и проявлялось во время вооружённых народных выступлений в Гурии в 1841, 1862 и 1886 годах.
Население Гурии было известно в Грузии высоким уровнем народного просвещения и количеством школ и школьников на душу населения: на население уезда около 100 тысяч человек приходилось по состоянию на 1905 год 63 школы, в которых училось 2833 ученика. Итальянский журналист Луиджи Виллари в 1905 году отмечал в Гурии не только школы и всеобщую грамотность, но и сельские библиотеки, выписывавшие ежедневные свежие газеты из Батума, Тифлиса и России. Губернский центр — Кутаиси — считался в те годы важным интеллектуальным центром Грузии, «студенческим городом» — из-за множества образовательных учреждений. Большинство гурийских семей стремилось отправить хотя бы одного сына продолжить образование в Кутаиси. С учётом этого вряд ли можно считать случайным, что очень многие лидеры грузинской социал-демократии, в том числе и сам Ной Жордания, были гурийцами, получившими образование в Кутаиси.
Марксистская теория, следуя высказываниям самого Маркса по поводу крестьян рассматривала крестьянство как реакционный класс, неспособный к организованной революционной борьбе. Грузинские члены РСДРП, так же как и их сопартийцы из других губерний, придерживались вполне ортодоксальной точки зрения и до 1902 года не видели потенциала для пропагандистской и организационной работы среди грузинского крестьянства.

### Земельный вопрос
Освобождение крестьян в 1861 году и земельные реформы происходили в Грузии одновременно со всей Российской империей, но имели ряд особенностей, связанных с мелкопоместностью грузинских дворян: так, например, в собственности 90 % кутаисских помещиков было менее чем по 25 десятин земли на хозяйство (то есть менее 27 гектар, так как одна казённая десятина равнялась 1,09 гектара), что позволяло им по условиям реформы отдавать в обязательную аренду крестьянам не более половины своего надела, а у 80 % помещиков количество земли и крепостных было таким незначительным, что условия реформы позволяли им освободить крестьян вообще без обязанности предоставлять им землю. В результате реформ в Грузии из более чем 6 000 тысяч десятин территории у помещиков на праве собственности осталось около 2 000 тысяч десятин сельскохозяйственной земли, а крестьянам, составлявшим 85% населения, перешло в собственность менее 400 тысяч десятин, то есть менее 20 % от общей площади сельскохозяйственных земель, остальное они были вынуждены арендовать у собственников-аристократов и царской семьи
Как следствие реформы 1861 года грузинские крестьяне потеряли примерно 20 % обрабатываемой земли и средний дореформенный надел в 5,2 десятины на крестьянское хозяйство уменьшился после реформы до 3,4 десятин в среднем по Грузии. Ситуация в Гурии была острее, чем средняя: в 1905 году среднее гурийское крестьянское хозяйство имело в своём распоряжении не более 1,5 десятин земли, причём половина этой земли была арендованной и ставка аренды начиналась от 25 % урожая и могла доходить до 60 %.
Основной сельскохозяйственной культурой в Гурии тех лет была кукуруза и её урожайность неуклонно падала в течение сорока лет, предшествовавших восстанию: с 180—200 пудов с десятины (примерно 30 центнеров с гектара) в 1870-х годах до 60-80 пудов с десятины (примерно 11 центнеров с гектара) к моменту начала восстания, как следствие истощения почвы из-за примитивной агротехники и постоянного высева одной и той же культуры. Агротехника «трёх сестёр», много столетий использовавшаяся американскими индейцами для сохранения плодородия почвы при выращивании кукурузы, в Грузии известна не была, несмотря на использование всех трёх растений (кукурузы, тыквы и фасоли) в грузинском сельском хозяйстве. По оценкам властей для удовлетворительного дохода на одно хозяйство в начале XX века гурийскому крестьянину требовалось обрабатывать около 4 десятин земли, и  при фактически обрабатываемых 1,5 десятинах большинство гурийских крестьян жило в нужде. Дополнительным фактором, создавшим социальное напряжение в 1903 году стало заметное падение оптовых цен на кукурузу из-за недорогих поставок из США.

## Хронология событий
Выступления крестьян в Гурии начались летом 1902 года, развились в полноценную форму народного самоуправления в 1902-1904 годах, значительно обострились под влиянием революции 1905 года в России и были подавлены военной силой в начале 1906 года, заняв, таким образом почти четыре года. 

### Крестьянский сход в Нигоити

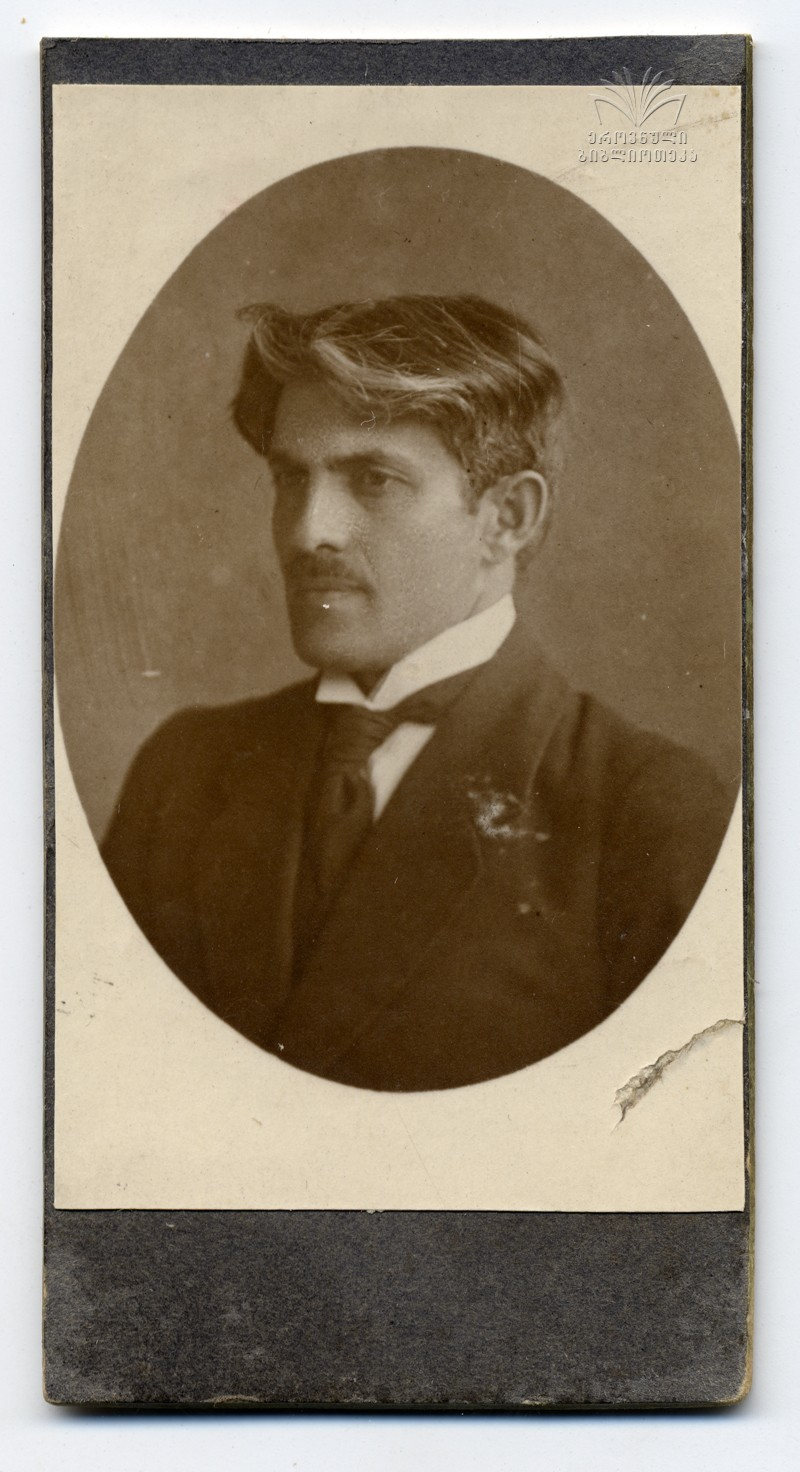
Григорий Илларионович Уратадзе

В мае 1902 года по инициативе Григория Уратадзе, сельского учителя и сторонника социал-демократической партии, состоялся сельский сход в селе Нигоити, собралось около 700 человек. На сходе были приняты требования к местным властям и землевладельцам о бесплатном доступе к пастбищам, уменьшении ренты и отмене церковного сбора драмис пули (დრამის ფული), составлявшего примерно два рубля с домохозяйства в год. Сход завершился традиционной религиозной присягой о круговой поруке, её текст был написан Уратадзе. С этого схода в уезде начались организованные выступления крестьян в других сёлах, их требования в основном повторяли нигоитские и они также завершались всеобщей религиозной присягой о единстве и круговой поруке. Организованность и настойчивость крестьян быстро заставили местных землевладельцев уступить всем выдвинутым требованиям.
Социал-демократические организации в Кутаиси и Батуми не ожидали массового выступления крестьян и, учитывая религиозный характер сходов, не были готовы поддерживать их. Председатель Батумского комитета Карло Чхеидзе вначале занял ортодоксальную марксистскую позицию, отрицая возможность участия крестьянства в социал-демократическом движении. Однако позже, под влиянием аргументов Ноя Жордания, Сильвестра Джибладзе и Григория Уратадзе, Чхеидзе согласился на компромиссное решение: сформировать «Комитет сельских рабочих» для опосредованного руководства крестьянским движением.
В течение 1903 года движение крестьян окрепло и к концу года превратилось в полноценную альтернативную власть. Верховным органом этой власти стал Социал-демократический комитет сельских представителей, на территории уезда действовала свобода слова и собраний, публичные суды, местная милиция. Арендные платежи собирались по новым ставкам, из доходов всех жителей формировался местный бюджет. Официальная администрация уезда столкнулась с бойкотом со стороны жителей области и практически полностью распалась. Власти соседних губерний, городов и уездов заняли позицию невмешательства, самоорганизация гурийцев пользовалась симпатией большинства грузинов всех сословий. Назначенный в 1905 году исполнять обязанности кутаисского губернатора В. А. Старосельский придерживался социал-демократических взглядов и тоже поддерживал народную инициативу гурийцев. Опыт самоуправления и созданные в Гурии новые властные институты послужили в 1905—1906 гг. организационной основой вооруженной борьбы с царским режимом.

### Республика в 1903—1904 годах
Структура власти республики основывалась на законодательстве о сельском самоуправлении, принятом во время реформы 1861 года, где высшей местной властью объявлялся сельский сход. В Гурийской республике помимо административных полномочий сельский сход был также наделён судебной властью. Сельские сходы рассматривали и принимали решения по очень широкому кругу вопросов: от установления норм денежных взносов на общественные нужды (фактически — местных налогов) и программ для школ до вопросов общественной морали (запрет на избыточно дорогие свадьбы или похороны). Сходы поначалу собирались от случая к случаю но постепенно стали регулярными, как правило еженедельными. Крестьяне принимали активное участие в сходах, но руководили сходами, как правило, рабочие представители социал-демократов. Помимо сбора денежных взносов, сходы могли принимать решения о наложении на дворы трудовой повинности в виде общественных работ по уборке, ремонту и благоустройству общественных пространств. На одном из сходов гурийские крестьянки приняли резолюцию о политическом равенстве с мужчинами.
Крестьянские дворы в сёлах были организованы в кружки, по 8-10 дворов на кружок и от каждого кружка избирался десятник (ათისთავი), собрание десятников села выбирало одного сотника (ასისთავი), собрание сотников выбирало местные органы власти и представителей в региональный совет, который взаимодействовал с Гурийским демократическим комитетом.
Для политического руководства республикой члены социал-демократической партии в Батуми и Кутаиси создали специальные комитеты. Однако, в попытке «сохранить чистоту» рабочего движения от крестьянского элемента, социал-демократы организовали в Гурийской республике две параллельные структуры: демократические комитеты для взаимодействия с крестьянством и революционные комитеты только для рабочих. На практике такая система работала плохо: различия между комитетами на местах оказывались размыты, так как в них фактически участвовали одни и те же люди, рабочие были вынуждены отказываться от кулуарных партийных собраний «для рабочих» и вести работу непосредственно с крестьянами. Кроме того, существование двух комитетов нередко оскорбляло крестьян, они выходили из демократических комитетов в знак протеста и требовали принять их в качестве полноправных членов партии в революционные комитеты. Наиболее прагматичные члены партии, поддержанные Ноем Хомерики, говорили о непрактичности и ненужности двух параллельных структур, сам же Хомерики требовал у партии рационального объяснения причин отстранения крестьян от социал-демократического движения.

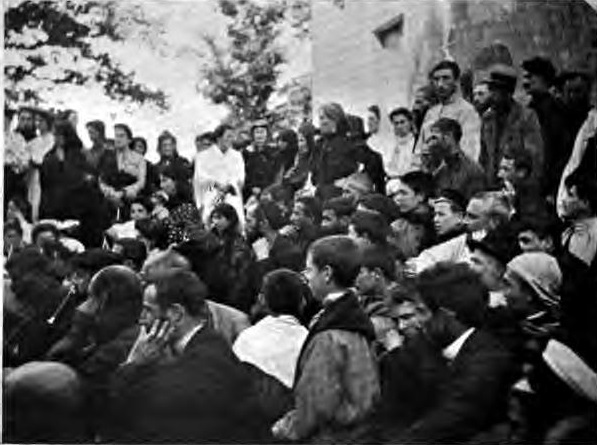
Народный суд в Озургети в 1905 году

Неэффективность и коррумпированность российского имперского правосудия была одной из важных причин народного недовольства в Гурии. Замена имперских судов собственным правосудием оказалась одной из первых и наиболее позитивных реформ Гурийской республики. Судебная власть осуществлялась крестьянским сходом, который для этой цели становился открытым народным судом. На рассмотрение народного суда выносились как гражданские так и уголовные дела, при этом собрание руководствовалось обычным правом, хотя и с учётом законодательства Российской империи, решения принимались простым большинством голосов всех совершеннолетних присутствующих, мужчин и женщин наравне. Высшей мерой уголовного законодательства формально считалась смертная казнь, однако она ни разу не была применена фактически, самым суровым практическим наказанием оказался бойкот. Очевидец событий Гурийской республики итальянец Луиджи Виллари сообщал в своей книге о торговце, приговорённом на сельском трибунале к бойкоту по обвинению в супружеской измене.
Ни российские имперские органы административной власти, ни имперская полиция не функционировали, их распоряжения игнорировались и не исполнялись. Исполнявший обязанности командующего войсками Кавказского военного округа генерал Малама сообщал в Петербург о том, что ситуация в Гурии принимает характер восстания, но не предпринимал военных мер для из-за противодействия местного дворянства. 20 февраля 1905 года он предупредил правительство, что контроль над значительной частью Озургетского уезда утрачен.

### Во время революции 1905 года

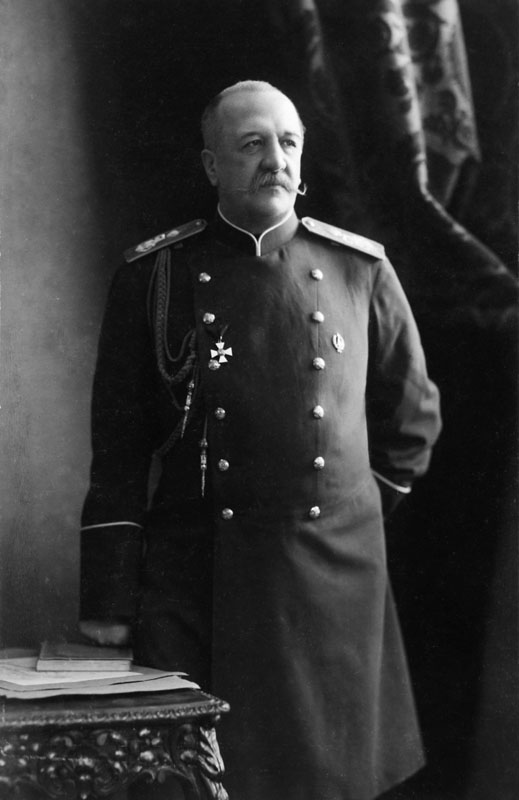
граф Илларион Иванович Воронцов-Дашков

С началом революции 1905 г. крестьянские волнения начали распространяться по всей Грузии. Из Гурии были высланы или сбежали все представители власти, продолжилось начатое в 1904 году формирование собственных вооружённых отрядов республики, «Красных сотен». В ответ царское правительство  28 февраля 1905 года возобновило должность наместника в Закавказье и назначило на эту должность графа И. И. Воронцова-Дашкова.
Первоначально Воронцов-Дашков планировал добиться прекращения восстания мирными средствами путём диалога с восставшими и исполнения тех их требований, которые не противоречили бы закону. В частности он считал, что для достижения мира в Гурии необходимо прекратить зависимые отношения между собственниками земли и крестьянами. Первыми практическими мерами Воронцова-Дашкова стало освобождение удерживаемых по административному аресту в Кутаисской губернии и назначение либерального чиновника Н. А. Султан-Крым-Гирея представителем на переговорах с гурийцами. 
Однако попытка Султан-Крым-Гирея провести переговоры с восставшими не принесла мира — требования гурийских республиканцев были настолько радикальными, что правительство просто не могло их выполнить, в одном из сёл ему был предъявлен перечень требований из 15 пунктов, в которые входили конфискация земель у крупных землевладельцев и созыв конституционной ассамблеи. Как впоследствии писал сам Султан-Крым-Гирей, гурийцев вряд ли устроила бы даже конституция Французской республики. По завершении 8 марта 1905 года своей недолгой миссии он порекомендовал Воронцову-Дашкову четыре возможных меры: заменить назначаемых старшин выборными, восстановить сельские библиотеки, разрешить вернуться административным ссыльным и прекратить расквартирование войск в Гурии. Воронцов-Дашков нашёл возможным исполнить первые две рекомендации.

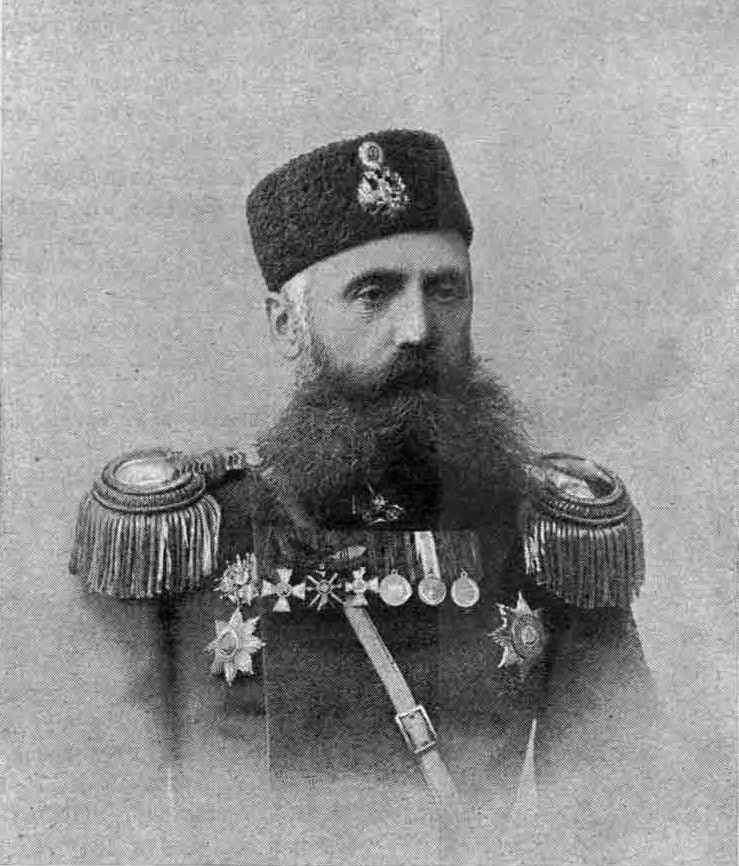
генерал Максуд Алиханов-Аварский

В марте правительство объявило военное положение и направило 10 000 солдат в мятежную провинцию. Но, встретив ожесточённое сопротивление, экспедиционные войска генерала Алиханова-Аварского вынуждены были отойти из области в июле 1905. Гурийский комитет РСДРП создал военно-революционный комитет для руководства восстанием. В ноябре 1905 г. повстанцы, заняв почту, телефон, телеграф и разобрав железнодорожные пути, взяли Озургети — столицу области и провозгласили создание Гурийской республики, избрав президентом батумского социал-демократа В. Г. Чхиквишвили. Однако уже 10 января 1906 г. карательной экспедицией под командованием генерала Алиханова-Аварского и подчинявшихся ему полковников Крылова и Толмачёва восстание было жестоко подавлено.

## Значение и историческая оценка

Гурия на современной карте Грузии

Среди множества выступлений крестьян, происходивших в Российской империи на волне революционных событий 1905 года Гурийская республика выделялась эффективностью и организованностью. Из-за значительной удалённости восставшей Гурии от центра империи и от губернских центров реакция властей оказалась нерешительной, медленной и позволила восстанию существовать в течение нескольких лет. Социальная, этническая и культурная однородность Гурии сыграли важную роль в устойчивости восстания так как оно длительное время воспринималось властями и самими участниками как сугубо внутреннее дело региона.
Организация структур власти и практическое руководство повседневной деятельностью республики легло на грузинских социал-демократов. Их готовность принять вызов времени, прагматичность, реализм позволили отмести устаревшие марксистские догмы, признать крестьян полноценными участниками революционного движения. За время существования Гурийской республики грузинская партийная организация РСДРП стала массовой и превратилась в истинно народную партию. Опираясь на широчайшую народную поддержку грузинские меньшевики легко выигрывали все прямые выборы в период с 1906 года, создавая монопартийные делегации в Первой думе и Второй думе. Только ограничение избирательного права в результате третьеиюньского переворота помешало грузинским социал-демократам доминировать в грузинской делегации в Думах последующих созывов.
Для грузинских социал-демократов этот институциональный опыт оказался ещё и очень ценным при создании Грузинской демократической республики, от уверенной победы на выборах в феврале 1919 года до формирования органов власти республики. В новой республике очень многие государственные посты заняли выходцы из Гурийской республики, имевшие большой опыт организации органов власти. Меньшевик Акакий Чхенкели, позже ставший министром иностранных дел независимой Грузии, считал, что Гурийская республика была для грузинской социал-демократии очень важным этапом на пути к самостоятельной политике, так как она заставила социал-демократов признать крестьянство самостоятельной силой и искать пути привлечения крестьян в свои ряды.